# Napeogenes achaea
Napeogenes achaea är en fjärilsart som beskrevs av William Chapman Hewitson 1869. Napeogenes achaea ingår i släktet Napeogenes och familjen praktfjärilar. Inga underarter finns listade i Catalogue of Life.

## Bildgalleri

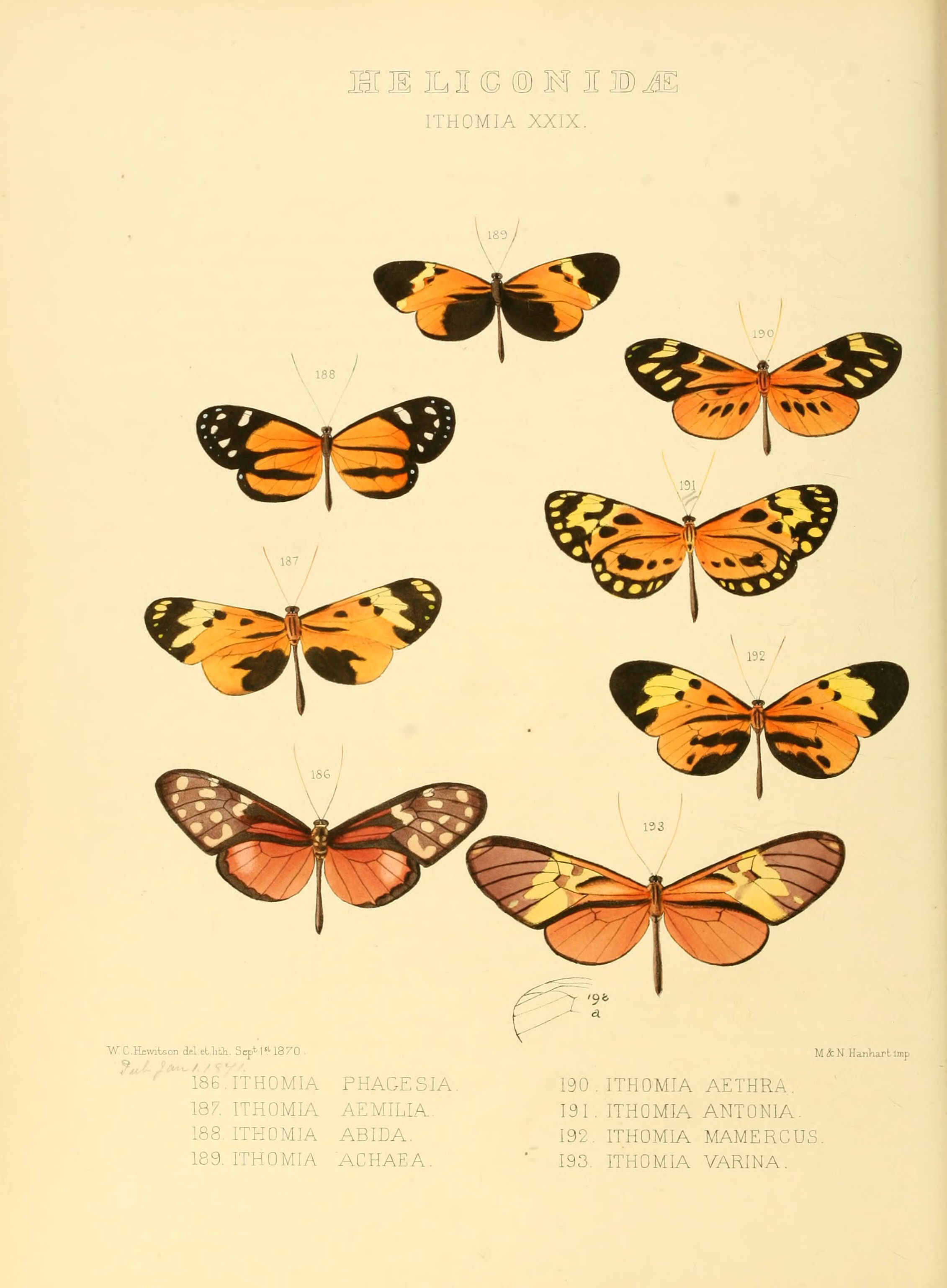